# Ganker (Computerspiel)
Ganken [ˈgɛŋkɘn] oder Ganking ist ein Sammelbegriff für verschiedene Player-versus-Player-Kampftaktiken in Online-Rollenspielen, bei denen das angegriffene Opfer kaum eine realistische Chance hat, den Kampf zu gewinnen, weil es von Anfang an unterlegen oder im Nachteil ist. Ganken wird deshalb meist als hinterhältig oder feige betrachtet. Ein Spieler, der solche Taktiken anwendet, wird Ganker genannt, das Betreiben derselben Ganking.

## Beispiele
Einige typische Beispiele für Ganking sind:
- Ein Spieler greift einen anderen an, der einen deutlich niedrigeren Level hat oder aus anderen spielmechanischen Gründen offensichtlich unterlegen ist.
- Ein Spieler ist bereits in einen Kampf gegen einen oder mehrere Nicht-Spieler-Charaktere verwickelt und wird plötzlich auch noch von einem anderen Spieler angegriffen.
- Mehrere Spieler greifen einen einzelnen Spieler an und überrennen ihn geradezu.
- Ein Spieler hat gerade einen Kampf überstanden, besitzt aber nur noch wenig Lebenspunkte oder Mana, ist also geschwächt und möchte sich regenerieren (je nach Spiel, beispielsweise etwas essen oder sich heilen lassen), wird aber vorher überraschend angegriffen.
- Ein Spieler sitzt gerade nicht am Rechner und wird ohne Gegenwehr besiegt. Dies bezeichnet man auch als afk-Kill (away from keyboard) .
- Ein Spieler wurde gerade wiederbelebt (was je nach Spiel mit unterschiedlichen Nachteilen verbunden ist) und wird angegriffen (Spawnkill).

## Corpse-Camping
Eine spezielle Kampfhandlung, die oft mit Ganking kombiniert wird, ist das „Corpse-Camping“, sinngemäß etwa „Leiche bewachen“. In manchen Rollenspielen, z. B. World of Warcraft, wird der virtuelle Tod des Avatars unter anderem dadurch bestraft, dass man als Geist zu seiner Leiche (Corpse) zurück laufen muss, um sich wiederzubeleben und weiterspielen zu können (Corpse-Run). Unmittelbar nach der Wiederbelebung ist man geschwächt, besitzt zum Beispiel nur wenige Lebenspunkte. Dies nutzt der Corpse-Camper aus: Er versteckt sich in der Nähe der Leiche seines besiegten Gegners, legt sich auf die Lauer und wartet auf die Wiederbelebung seines Kontrahenten, um diesen dann erneut zu besiegen.

## Analyse
Je nachdem wie hart der virtuelle Tod in einem Spiel bestraft wird, kann Ganking für das Opfer mitunter sehr frustrierend sein, insbesondere dann, wenn es noch mit Corpse-Camping (siehe oben) oder ähnlichem kombiniert wird. Es wird oft als unehrenhaft bewertet und Spieler, die durch exzessives Ganking auffallen, können sich leicht einen schlechten Ruf einhandeln. Es ist immer wieder Thema in der Community und kann Auslöser von Flamewars sein. Auch die Grenze zum Griefing ist in Einzelfällen nicht klar zu ziehen.
Andererseits ist Ganking ein fester Bestandteil von Online-Rollenspielen und viele Spieler wenden es zumindest gelegentlich an. Es verstößt nicht gegen die Spielregeln und in vielen Spielen gibt es sogar Klassen, deren Stärke gerade darin liegt, sich unbemerkt anschleichen und überraschend angreifen zu können, die sich also für Ganking besonders gut eignen. Von den meisten Spielern wird Ganking daher zwar unter Umständen als unfaires, aber dennoch als legitimes Mittel betrachtet.

## Alternative Bedeutung in MOBAs
Eine ähnliche, aber nicht gleiche Bedeutung besitzt das Wort Ganking in Spielen wie DotA, League of Legends oder Heroes of Newerth. Dort bezeichnet man mit dem Begriff den Versuch von Spielern, an einer anderen als ihrer bisherigen Lokation unter Zuhilfenahme eines Überraschungsmomentums durch plötzliches Auftauchen oder Hinzutreten zu ihren Teamkameraden einen oder mehrere gegnerische, zahlenmäßig unterlegene Spieler auszuschalten. Diese Spielweise wird im Rahmen des Team-gegen-Team-Konzeptes der MOBAs nicht als unfair angesehen. Es gibt vielmehr Spielcharaktere, Gegenstände und Mechaniken, die geradezu auf das Ganking ausgelegt sind bzw. solche, die Verteidigungsmöglichkeiten bieten und es so zu einem integralen sowie wichtigen Bestandteil des Spiels machen.

## Etymologie
Die sprachliche Herkunft des deutschen Wortes lässt sich auf den englischen Spielerjargon zurückführen, genaueres lässt sich aber nicht eindeutig klären. In dem Online-Rollenspiel Ultima Online wurde der Begriff "Gangbang Kill" später durch "Gank" abgekürzt. Eine weitere verbreitete Hypothese besagt, das Wort „gank“ sei als Abkürzung aus „gang kill“ (gang „Bande“; kill „Tötung“) entstanden. Möglicherweise handelt es sich hierbei aber nur um ein Backronym (vgl. auch Volksetymologie). Einer anderen Hypothese zufolge stammt es aus dem amerikanischen Slang, vom Verb „to gank“, was stehlen oder auch betrügen bedeutet.